# Natale Colarich
Natale Colarich (Muggia, 24 dicembre 1908 – Trieste, 18 giugno 1944) è stato un partigiano e politico italiano.

## Biografia
Di professione calzolaio e comunista, partecipò all'attività clandestina contro il fascismo mantenendo rischiosi collegamenti tra il Centro interno e quello all'estero del suo partito. Colarich dedicò anche molto del suo impegno allo sviluppo del movimento antifascista tra le popolazioni di lingua croata e slovena, fino a che fu arrestato. 
Nel 1933 il tribunale speciale gli inflisse una condanna a 12 anni di reclusione, che Colarich scontò prima nel carcere di Civitavecchia e poi a Ventotene, dove condivise la prigionia con Altiero Spinelli, Ernesto Rossi e Eugenio Colorni, autori del Manifesto di Ventotene. 
Liberato in seguito alla caduta di Mussolini del 25 luglio 1943, dopo l'armistizio dell'8 settembre 1943 fu tra i principali organizzatori della Resistenza nella Venezia Giulia, dove col nome di battaglia di "Bozo" fu anche a capo dei Gruppi di Azione Patriottica triestini. Insieme a Lorenzo Vidali riorganizzò il Partito Comunista nell'alta Istria.
Catturato in seguito a delazione, fu condotto alla Risiera di San Sabba di Trieste e atrocemente torturato dai nazifascisti. Infine, fu fucilato nel campo della morte, che i nazifascisti avevano ricavato all'interno del secondo ampio cortile dello stabilimento, dove era ubicato anche il fabbricato che ospitava il forno crematorio. Il suo delatore, un certo Visentin, finì poi in Germania, dove fu giustiziato dagli antifascisti di un campo di concentramento.
Alla memoria di Natale Colarich è dedicata una strada nella sua città natale.